# Národní park Abruzzo, Lazio a Molise
Národní park Abruzzo, Lazio a Molise (italsky Parco Nazionale d'Abruzzo, Lazio e Molise), původně nazývaný Národní park Abruzzo, je italský národní park založený v roce 1922. Leží ve střední části Itálie, v regionu Abruzzo (částečně zasahuje i do regionů Lazio a Molise). Má rozlohu 497 km².
Rozkládá se ve Středních Apeninách, respektive Abruzských Apeninách. Tvoří je pohoří Monti Marsicani a Monti della Meta. V lesích rostou především buky, dále také jedle, stříbrné smrky, horské borovice, břízy a kaštany. Žije zde okolo 40 druhů savců, významní jsou medvěd hnědý a vlk apeninský, dále lišky, kamzíci, rys nebo orel skalní.
Hlavní centrum parku leží v obci Pescasseroli.